# 울산차량사업소
울산차량사업소(蔚山車輛事業所)는 한국철도공사의 동해선 광역전철을 운행하는 통근형 전동차를 비롯한, KTX-이음 전동차의 주박 및 검수를 위해 울산광역시 울주군 청량읍 덕하리에 설치한 차량기지다.
망양역과 덕하역 사이에 있다. 동해선 광역전철은 심야에 10편성이 주박하며, 기지 출고편으로 덕하역 출발 전동열차가 있다.

## 업무
- 한국철도공사 381000호대 전동차 검수 및 주박
- KTX-이음 검수 및 주박
- 한국철도공사 392000호대 전동차 대구권 광역철도 중검수